# Lumbreras de Cameros
Lumbreras de Cameros es un municipio de la comunidad autónoma de La Rioja (España). Está situado al sur de la misma, lindando su término con la provincia de Soria. El municipio está enclavado en el parque natural de la Sierra de Cebollera.
Se encuentra formado, este municipio, por tres poblaciones: Lumbreras de Cameros que es la cabeza del municipio, San Andrés y El Horcajo. Además, los dos primeros acogen a la población del antiguo pueblo de Pajares, que tuvo que ser desalojado por quedar inundado al hacerse el pantano del mismo nombre.

## Geografía
Está integrado en la comarca riojana de Tierra de Cameros, en concreto en Camero Nuevo, situándose a 51 kilómetros de la capital provincial. Su término municipal está atravesado por la carretera N-111, entre los pK 266 y 285. 
El relieve del territorio es muy montañoso, formando la cara norte del puerto de Piqueras, de la Sierra de Pineda y de la Sierra Cebollera, que hacen de frontera natural con la provincia de Soria, contando con alturas superiores a los 2000 metros (La Mesa, 2164 metros). Integrados en el mismo sistema montañoso al este se encuentra la Sierra de Camero Viejo, con alturas superiores a los 1700 metros. Al oeste el pico Lobos alcanza los 1762 metros. Los arroyos que descienden de estas montañas originan el pantano de Piqueras, que desagua por el río Piqueras. 
| Noroeste: Villanueva de Cameros | Norte: Gallinero de Cameros, Laguna de Cameros | Noreste: Laguna de Cameros  |
| Oeste: Villoslada de Cameros    |                                                | Este: Santa Cruz de Yanguas |
| Suroeste: Sotillo del Rincón    | Sur: Sotillo del Rincón                        | Sureste: La Póveda de Soria |

## Historia
La primera mención de Lumbreras de Cameros aparece en un privilegio de Enrique II de Castilla en 1366 a don Pedro Manrique de Lara en el cual le otorgaba este municipio y los de Villoslada y Ortigosa por su apoyo en el enfrentamiento contra Pedro I de Castilla.
Posteriormente los Reyes Católicos concedieron a los Manrique de Lara, por entonces Condes de Treviño, el título de Duques de Nájera (30 de agosto de 1482 en Córdoba), quedando vinculado Lumbreras de Cameros al Nuevo Señorío.
Muy cerca del pueblo se halla el castro visigótico del Castillo del los Monjes, creado "ex novo" entre la segunda mitad del siglo VII e inicios del siglo VIII.
Lumbreras de Cameros vivió su época de esplendor en el siglo XVIII gracias a su abundante cabaña de ovejas merinas, con más de 70 000 cabezas, y a su industria textil, que sustentaba buena parte de la exportación española de lana a Francia e Inglaterra.

## Geografía humana

### Demografía
Cuenta con una población de 147 habitantes (INE 2024).
| Gráfica de evolución demográfica de Lumbreras entre 1842 y 2021                                                       |
| |
| Población de derecho según los censos de población del INE. Población de hecho según los censos de población del INE. |

### Demografía reciente del núcleo principal
Lumbreras de Cameros (localidad) contaba a 1 de enero de 2010 con una población de 124 habitantes, 82 hombres y 42 mujeres.
| Gráfica de evolución demográfica de Lumbreras de Cameros (localidad) entre 2001 y 2010           |
|                                                                                                  |
| Población de derecho (2001-2010) según los censos de población del INE a 1 de enero de cada año. |

### Población por núcleos
| Núcleos              | Habitantes (2001) | Habitantes (2010) | Notas      |
| -------------------- | ----------------- | ----------------- | ---------- |
| Lumbreras de Cameros | 124               | 124               |            |
| El Horcajo           | 3                 | 4                 |            |
| El Hoyo              | 0                 | 0                 | Despoblado |
| Pajares              | 0                 | 0                 | Despoblado |
| San Andrés           | 30                | 36                |            |
| Venta de Piqueras    | 0                 | 0                 |            |

## Administración
| Periodo   | Nombre                      | Partido        |
| --------- | --------------------------- | -------------- |
| 1979-1983 | Pedro Santana Gómez         | UCD            |
| 1983-1987 | Pedro Santana Gómez         | Independientes |
| 1987-1991 | Pedro Santana Gómez         | Independientes |
| 1991-1995 | Norberto Martínez Ceniceros | PP             |
| 1995-1999 | Norberto Martínez Ceniceros | PP             |
| 1999-2003 | Norberto Martínez Ceniceros | PP             |
| 2003-2007 | Norberto Martínez Ceniceros | PP             |
| 2007-2011 | Norberto Martínez Ceniceros | PP             |
| 2011-2015 | Norberto Martínez Ceniceros | PP             |
| 2015-2019 | Norberto Martínez Ceniceros | PP             |
| 2019-2023 | Norberto Martínez Ceniceros | PP             |

## Comunicaciones
La carretera  N-111  es el único eje de comunicación. Para llegar a la  N-111  hay que recorrer la carretera  LR-456 . Es el último municipio riojano que atraviesa esta carretera antes de llegar a la provincia de Soria a través del puerto de Piqueras. El 3 de octubre de 2008 se abrió al tráfico el túnel de Piqueras. Otra carretera que transcurre por el municipio es la  LR-250 .

## Lugares de interés

### Edificios y monumentos

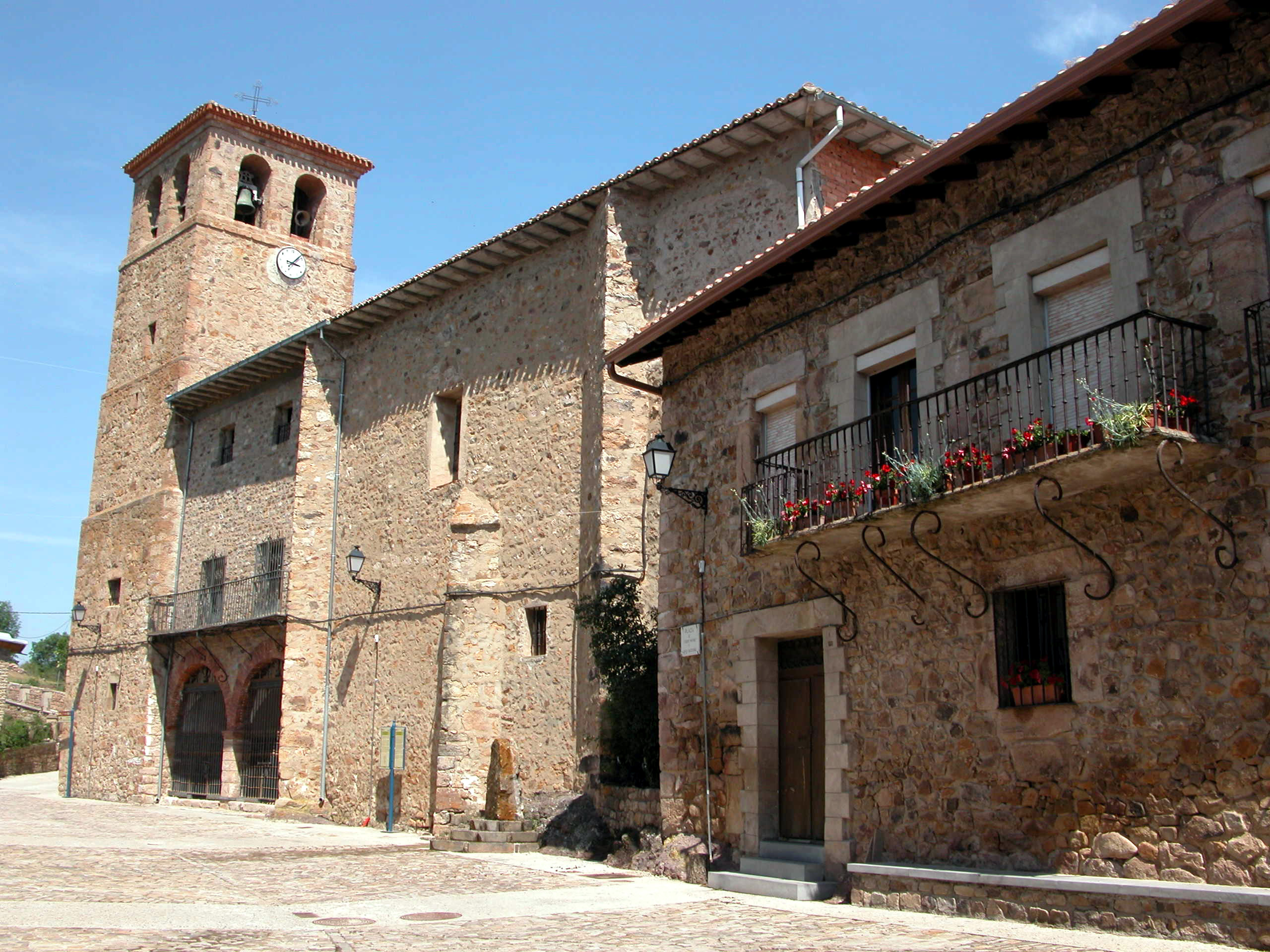
Iglesia de San Bartolomé

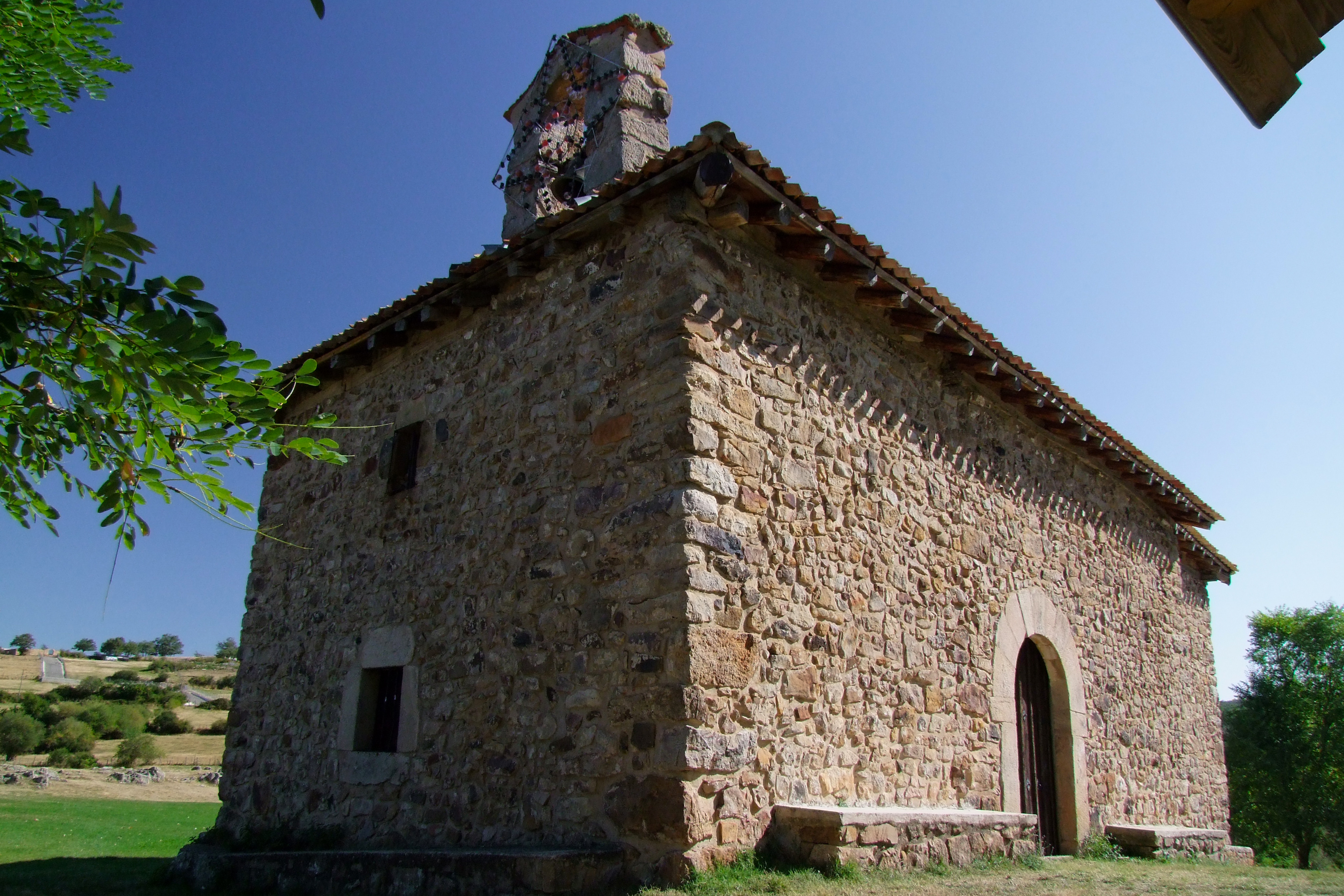
Ermita de San Martín

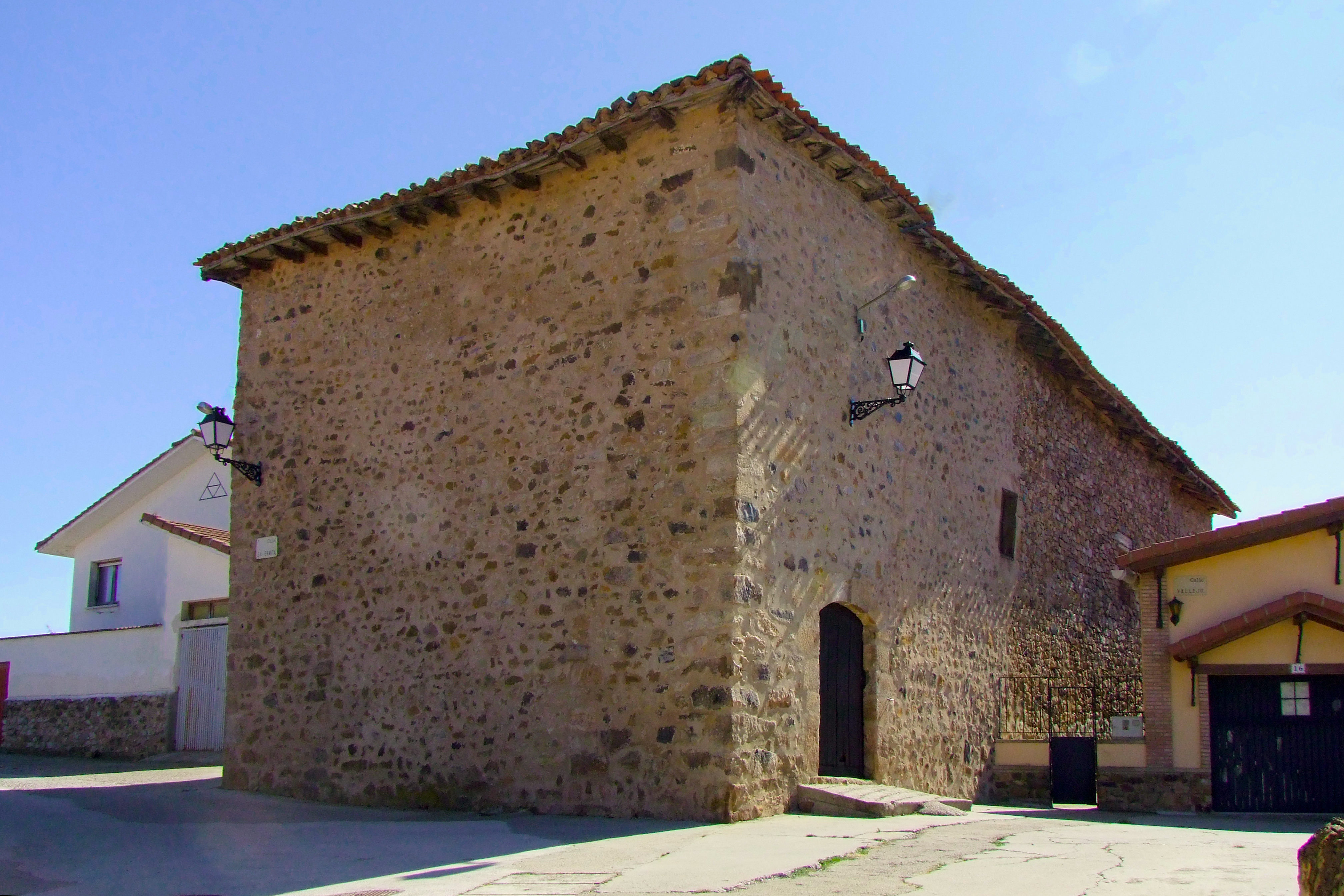
Ermita del Santo Cristo

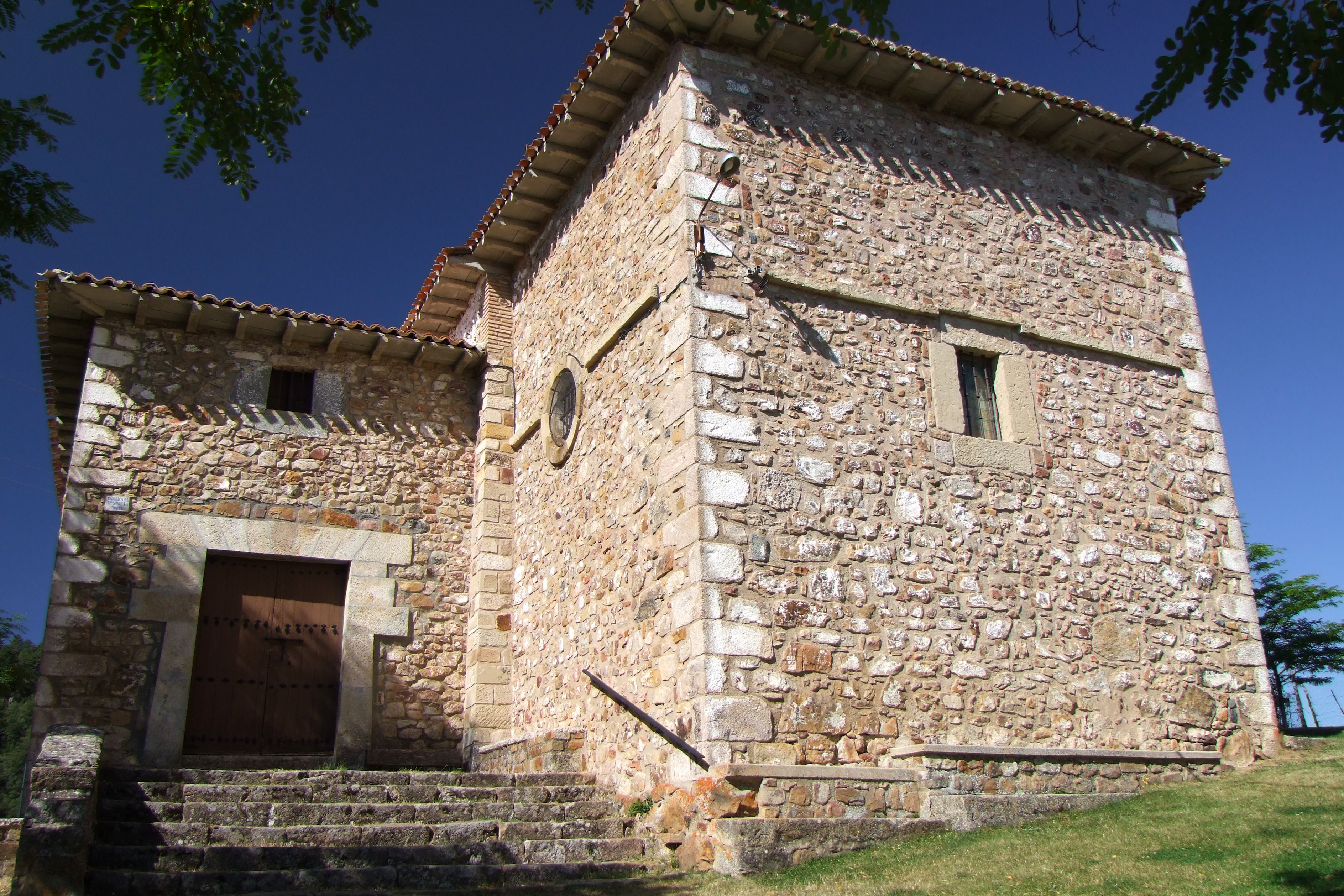
Ermita de la Torre

- Iglesia de San Bartolomé. Fue levantada en el siglo XVI. Cabe destacar en su interior un gran órgano situado en su coro alto, barroco de finales del siglo XVII. Es uno de los más valiosos de La Rioja.
- Torre de Lumbreras. Fue construida a finales del siglo XIV o principios del XV. Se encuentra situada en la parte oeste de la localidad. Es de planta rectangular y está construida en sillarejo.
- Ermita de San Martín. Pequeña construcción en sillarejo, de fines del siglo XVI o principios del siglo XVII. Tiene un pequeño campanillo en la espadaña.
- Ermita del Santo Cristo.
- Ermita de la Torre.

### Otros lugares de interés

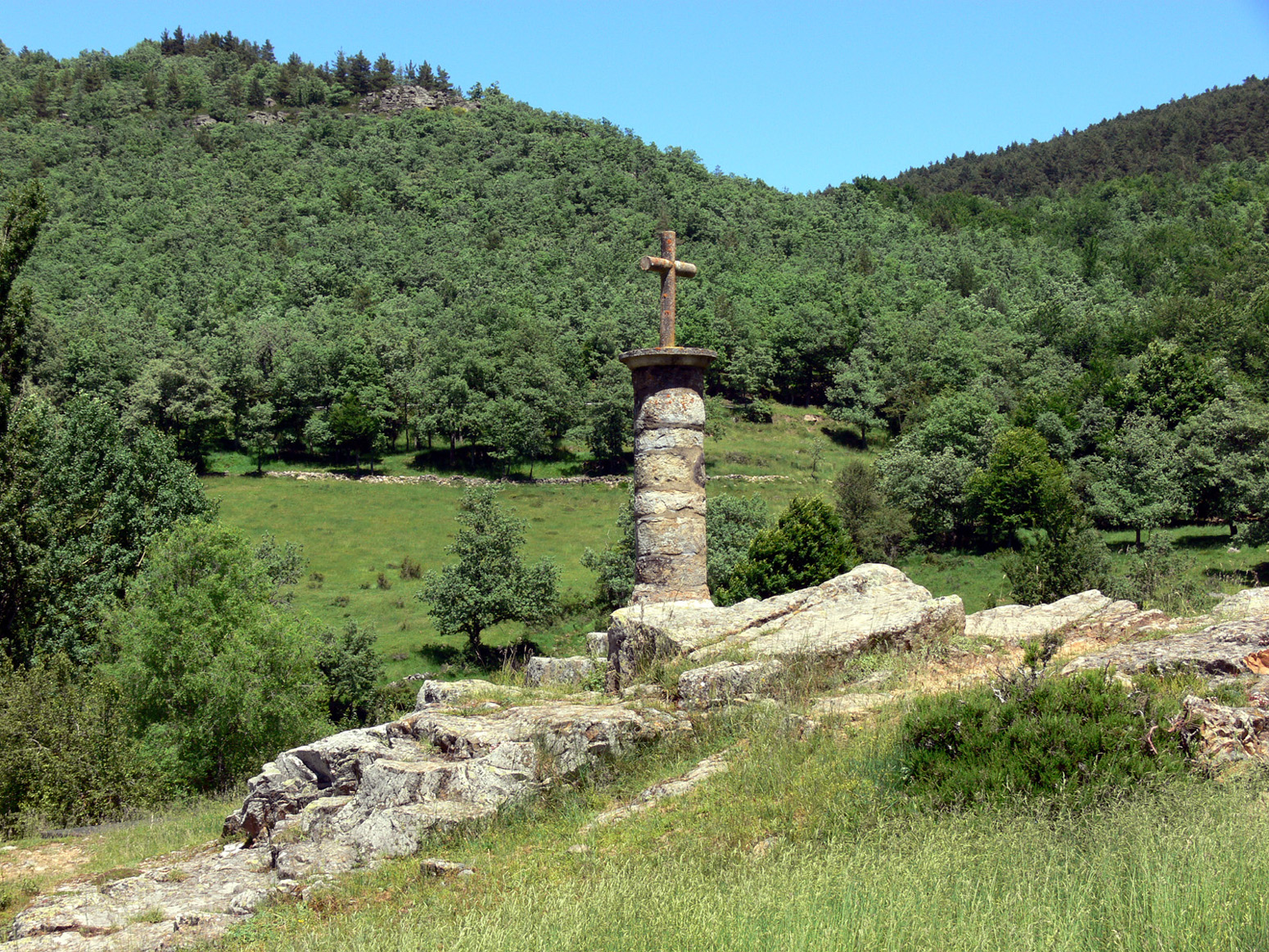
Crucero en la Venta de Piqueras

- Ermita de la Virgen de la Luz, en la Venta de Piqueras.

Siguiendo la  N-111 , desde Lumbreras y a 9 km en dirección a Soria se encuentra este lugar. Innumerables son los lugares donde se honra a la Virgen con la advocación de la Virgen de la Luz. 
- Centro de la Trashumancia

Inaugurado en 2001, se encuentra al lado de la ermita de la Virgen de La Luz. Compagina su actividad como Museo y como Aula Didáctica.

### Parques y jardines
- Parque natural de la Sierra de Cebollera
- Fuente Rotaria
- Embalse de Pajares

## Fiestas locales
- Romería de la luz: Tercer domingo de junio.
- Virgen de las Nieves: 5 de agosto.
- San Bartolomé: 24 de agosto.